# Princeps iuventutis
Princeps iuventutis (предводник омладине) била је почасна титула коју су у доба принципата добијали младићи из царске породице. Током 1. века н. e. титула је почела да означава наследника престола. Тако је цар Клаудије ову титулу доделио посинку Нерону, док је Веспазијан ову титулу дао својим синовима Титу и Домицијану.
Титула предводника омладине касније постаје једна од царских титула. Последњи цар који ју је носио био је Валентинијан II.